# Вулкан (ракета-носитель, США)
Вулкан (англ. Vulcan Centaur) — американская ракета-носитель (РН) тяжёлого класса, разрабатываемая с 2014 года United Launch Alliance (ULA) для замены РН «Атлас-5» и семейства РН «Дельта». Проект финансируется за счёт государственно-частного партнёрства с правительством США.
Первый запуск ракеты осуществлён 8 января 2024 года. В марте 2025 года ракета была сертифицирована.
У ракет-носителей этого семейства в дальнейшем может появиться возможность повторного использования двигателей первой ступени.

## Разработка
Разработка ведётся с 2014 года.

Носитель создается альянсом ULA, совместным предприятием Boeing и Lockheed Martin, производителем носителей «Атлас 5» и «Дельта IV Хэви», которые он и должен заменить к середине 2020-х. Разные концепты для замены ракет на базе серий ракет «Атлас» и «Дельта» унаследуют от компаний-предшественников финансирование, предоставленное им правительством США.
Частично многоразовая ракета Vulcan рассчитана на выведение на низкую околоземную орбиту до 27,2 тонн полезной нагрузки (в версии Vulcan Centaur с 6 боковыми ускорителями). Два однокамерных двигателя BE-4, устанавливаемых на первую ступень носителя Vulcan (фактически Atlas 6), в совокупности позволят развить бо́льшую тягу, чем один российский двухкамерный агрегат РД-180 первой ступени «Атлас 5». В отличие от РД-180, работающего на керосине, BE-4 использует метан.
В начале 2014 года геополитические и политические факторы, связанные с международными санкциями из-за аннексии Крыма, привели к попытке ULA рассмотреть возможность замены двигателей РД-180 российского производства, используемых в первой ступени РН «Атлас-5»; официальный контракт на исследование был выдан ULA в июне 2014 года некоторым американским производителям ракетных двигателей.
ULA также столкнулись с конкуренцией со стороны SpaceX, на то время наблюдавших за влиянием ULA на основной рынок военных запусков в интересах национальной безопасности США, и с обсуждением в июле 2014 года в Конгрессе США законности запрета на использовании в будущем двигателей РД-180.
В сентябре 2014 ULA заявили, что вступят в партнёрство с Blue Origin для разработки BE-4 — принципиально нового, кислородно-метанового двигателя, в качестве замены РД-180 на новой первой ступени ускорителя.
В апреле 2015 года генеральный директор ULA Тори Бруно представил новое семейство ракет-носителей Vulcan на 31-м Космическом симпозиуме. Планировалось, что первый запуск состоится в 2019 году.
ULA развивают поэтапный подход к разворачиванию космического транспорта и космических транспортных технологий: «Вулкан» начнут подготавливать с первой ступени, основываясь на диаметре фюзеляжа и производственном процессе ракеты Дельта-4, с дальнейшим использованием двух двигателей BE-4.
По состоянию на январь 2016 года полное испытание двигателя BE-4 планировалось начать до конца 2016 года.
На 2016 совет директоров ULA выполнил только краткосрочные обязательства по финансированию проекта разработки ракеты, и остаётся неясным, будет ли доступно долгосрочное частное финансирование для завершения проекта.
По состоянию на март 2016 года правительство США выделило на развитие РН «Вулкан» 201 млн долл.; ULA работает, чтобы получить дополнительное финансирование правительства на разработку ракеты-носителя.
В апреле 2016 генеральный директор ULA Тори Бруно заявил, что компания ориентируется на полный запуск базового носителя «Вулкан» без использования твердотопливных ракетных ускорителей в стоимость 99 млн долл.
В 2016 году ULA разработал две версии первой ступени «Вулкан», один оснащён BE-4 с наружным диаметром 5,4 м для менее плотного метана, а другой оснащён AR1 с тем же диаметром 3,81 м, как у Atlas V, и использует более плотный керосин.
В мае 2018 года компания ULA сообщила, что на второй ступени ракеты-носителя будет использоваться новый вариант двигателей RL-10 компании Aerojet Rocketdyne, известный как RL-10C-X (первоначальный дизайн 2015 года предполагал использование стандартной версии верхней ступени «Центавр», которая используется и на ракете-носителе «Атлас-5», но в конце 2017 года было принято решение использовать более тяжёлую вариацию «Центавр-5» с диаметром 5,4 м и двумя двигателями).
В сентябре 2018 года было объявлено, что ULA выбрала двигатели BE-4 компании Blue Origin для первой ступени ракеты-носителя.

Анонсировалось, что первый запуск ракеты состоится в середине 2020 года.
В октябре 2018 компания ULA выиграла финансирование от ВВС США на предварительном этапе отбора носителей для второй фазы программы запусков правительственных оборонных заказов. Финансирование для разработки РН «Вулкан» и наземной инфраструктуры составило $967 млн, однако полную сумму компания получила бы, став одним из двух победителей итогового отбора. Первоначальный платёж составил $181 млн. 

Дата первого запуска ракеты-носителя сместилась на апрель 2021 года; позже в том же году планировалось выполнить и второй запуск, необходимый для сертификации ракеты для военных заказов.
19 августа 2019 года стало известно, что полезной нагрузкой дебютного запуска ракеты станет лунный посадочный аппарат Peregrine компании Astrobotic, разрабатываемый в рамках программы НАСА Commercial Lunar Payload Services. Предполагалось, что аппарат будет выведен на транслунную траекторию. Запуск ожидался в июне 2021 года со стартового комплекса SLC-41 на мысе Канаверал с использованием конфигурации ракеты с двумя твердотопливными ускорителями.
14 августа 2019 года было объявлено, что РН «Вулкан» выбрана для запуска шести миссий грузового космического корабля Dream Chaser к Международной космической станции в рамках контракта CRS2 для НАСА. Для запусков должна была быть использована конфигурация ракеты с четырьмя твердотопливными ускорителями, двумя двигателями на второй ступени и 5-метровым обтекателем. Первый полёт Dream Chaser ожидался в сентябре 2021 года, будучи вторым запуском для ракеты-носителя.

## Конфигурации
В обозначения конфигураций носителя Вулкан первая буква обозначает первую ступень (буква «V» — от «Vulcan»). Вторая буква обозначает тип второй ступени, для ступени Центавр используется буква «C». Третий символ в обозначении конфигурации — цифра, соответствующая количеству используемых при запуске твердотопливных ускорителей (ТТУ) — «0», «2», «4» или «6». Последний символ — буква, указывающая на тип головного обтекателя — «S» для стандартного, длиной 15,5 м или «L» для удлиненного, длиной 21,3 м.
Возможности по выведению полезной нагрузки на различные орбиты для конфигураций РН Вулкан:
| Конфигурация       | Кол-во ТТУ | выводимая ПН (с космодрома Канаверал) | выводимая ПН (с космодрома Канаверал) | выводимая ПН (с космодрома Канаверал) | выводимая ПН (с космодрома Канаверал) | выводимая ПН (с космодрома Канаверал) | выводимая ПН (с космодрома Канаверал) | выводимая ПН (с космодрома Канаверал) |
| Конфигурация       | Кол-во ТТУ | НОО                                   | к МКС                                 | Полярная                              | СОО                                   | ГСО                                   | ГПО                                   | к Луне                                |
| ------------------ | ---------- | ------------------------------------- | ------------------------------------- | ------------------------------------- | ------------------------------------- | ------------------------------------- | ------------------------------------- | ------------------------------------- |
| Vulcan Centaur VC0 | 0          | 10 800 кг                             | 9200 кг                               | 8500 кг                               | н/д                                   | н/д                                   | 3500 кг                               | 2300 кг                               |
| Vulcan Centaur VC2 | 2          | 19 000 кг                             | 16 300 кг                             | 15 200 кг                             | 3900 кг                               | 2600 кг                               | 8400 кг                               | 6300 кг                               |
| Vulcan Centaur VC4 | 4          | 24 600 кг                             | 21 600 кг                             | 20 000 кг                             | 6200 кг                               | 4900 кг                               | 11 700 кг                             | 9200 кг                               |
| Vulcan Centaur VC6 | 6          | 27 200 кг                             | 25 800 кг                             | 23 900 кг                             | 8100 кг                               | 6500 кг                               | 14 500 кг                             | 11 500 кг                             |
| Vulcan Upgrade     | 6          | 27 200 кг                             | 26 900 кг                             | 24 900 кг                             | 8600 кг                               | 7000 кг                               | 15 300 кг                             | 12 100 кг                             |

Грузоподъёмность носителя «Вулкан Центавр» с 6-ю ТТУ сопоставима c возможностями носителя Delta IV Heavy.

## История запусков
Успешный запуск состоялся 8 января 2024 года. На траекторию к Луне выведен посадочный зонд Peregrine в рамках Commercial Lunar Payload Services для разведки лунных ресурсов, тестирования концепции их использования на месте и проведения исследования Луны в рамках поддержки лунной программы «Артемида».
4 октября 2024 г. в 11:25 UTC (14:25 мск) с площадки SLC-41 Станции КС США «Мыс Канаверал» (шт. Флорида, США) стартовыми командами компании United Launch Alliance (ULA) при поддержке боевых расчётов 45-го Космического крыла КС США выполнен второй сертификационный пуск РН Vulcan-VC2S (V002) (Cert-2 mission).
Пуск успешный, полезная нагрузка выведена на околоземную орбиту.
| № | Дата запуска (UTC)                                      | Версия   | Стартовая площадка | Полезная нагрузка                                        | Тип аппарата                                                           | Орбита   | Результат |
| · 2024 · | · 2024 ·                                                | · 2024 · | · 2024 ·           | · 2024 ·                                                 | · 2024 ·                                                               | · 2024 · | · 2024 ·  |
| --- | ------------------------------------------------------- | -------- | ------------------ | -------------------------------------------------------- | ---------------------------------------------------------------------- | -------- | --------- |
| 2024 год |                                                         |          |                    |                                                          |                                                                        |          |           |
| 1 | 8 января 2024, 07:18                                    | VC2S     | Канаверал SLC-41   | Peregrine Mission One / Enterprise миссия Celestis, Inc. | Автоматическая межпланетная станция / Дополнительная полезная нагрузка | к Луне   | Успех     |
| 1 | Первый запуск и Первый сертификационный полёт (Cert-1). |          |                    |                                                          |                                                                        |          |           |
| | 4 октября 2024                                          |          | Канаверал SLC-41   | Cert-2                                                   | Массогабаритный макет                                                  | ГЦО      | Успех     |
| Сертификационный запуск с имитатором полезной нагрузки. При запуске разрушилось сопло одного из твердотопливных ускорителей, что не помешало носителю вывести макет полезной нагрузки на заданную орбиту. В марте 2025 года носитель Вулкан был сертифицирован для запуска космических аппаратов по государственным программам США. |                                                         |          |                    |                                                          |                                                                        |          |           |
| Планируемые запуски |                                                         |          |                    |                                                          |                                                                        |          |           |
| | II квартал 2025                                         | VC4S     | Канаверал SLC-41   | USSF-106                                                 | NTS-3                                                                  |          |           |
| Запуск экспериментального спутника для тестирования навигационных технологий. |                                                         |          |                    |                                                          |                                                                        |          |           |
| | II квартал 2025                                         | VC4S     | Канаверал SLC-41   | USSF-87                                                  | GSSAP 7 & 8                                                            | ГСО      |           |
| Запуск двух разведывательных спутников. |                                                         |          |                    |                                                          |                                                                        |          |           |

## Комментарии
1. ↑  Круговая орбита высотой 200 км с наклонением равным широте космодрома (28.7°)
2. ↑  Круговая орбита высотой 407 км с наклонением 51.6°.
3. ↑  Круговая орбита высотой 200 км с наклонением 90°.